# Прострел весенний
Простре́л весе́нний (лат. Pulsatílla vernális) — многолетнее травянистое растение, вид рода Прострел семейства Лютиковые (Ranunculaceae). Некоторыми систематиками вместе со всем родом Прострел включается в одноимённую секцию рода Ветреница (Anemone), хотя по современной классификации APG IV такой подход не поддерживается.

## Ботаническое описание
Растение 5—20 см высотой.

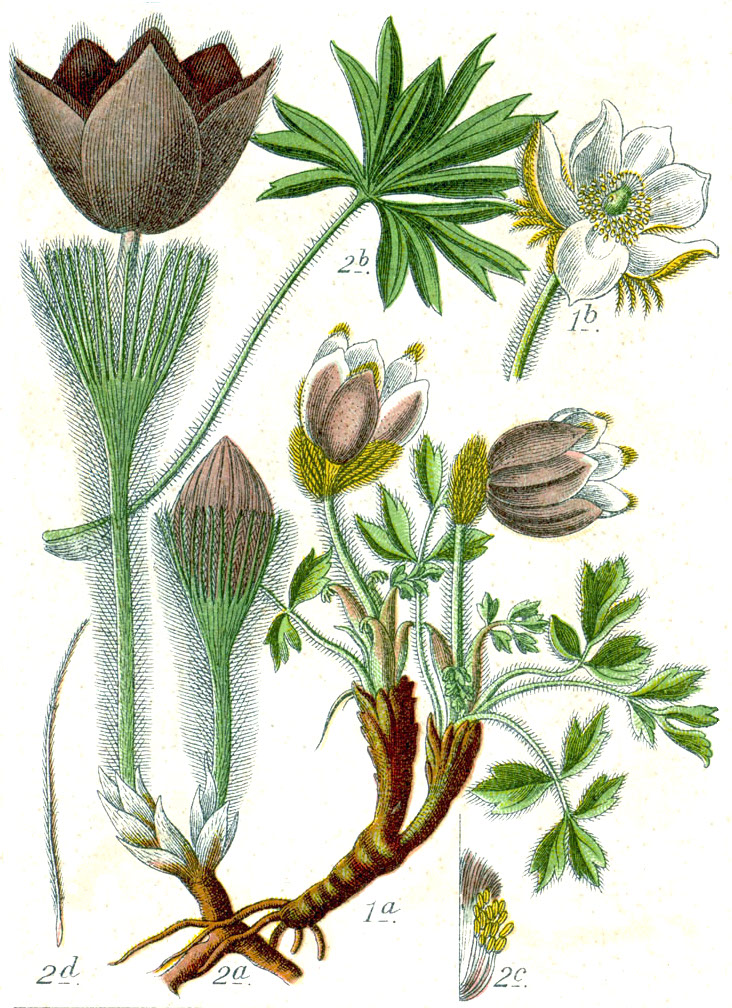
1 — Pulsatilla vernalis

Корневище мощное, косое, черноватое, многоглавое.
Корневые листья на коротких или довольно длинных, негусто волосистых черешках, тройчатые с сидячими боковыми сегментами и средним на черешочке, сегменты обратнояйцевидные с клиновидным основанием, боковые двунадрезанные, средний трёхраздельный, с лопастинками или дольками крупно-островато-зубчатыми, с немногочисленными зубцами, кожистые, рассеянно-волосистые или почти голые, сверху с сильно вдавленными главными и боковыми жилками, появляются после цветения, но перезимовывают.
Стебли большей частью приподымающиеся, прямые или несколько изогнутые, оттопыренно-волосистые.
Листочки покрывала с узколинейными долями, одеты густыми, длинными, бронзовато-золотистыми волосками. Цветоносы короткие, при плодах сильно удлиняющиеся; цветки вначале поникающие, позднее прямостоящие, колокольчатые; околоцветник простой, шестилистный, с листочками 1,5—3,2 см длиной, узкояйцевидными, сначала сходящимися, позднее растопыренными, внутри белыми, снаружи нежно-фиолетовыми, розоватыми или голубоватыми и с таким же опушением, как на листочках покрывала; тычинки многочисленные, зеленовато-жёлтые, вдвое короче листочков околоцветника. Цветёт в мае — июне.
Плодики продолговатые, с остью 4 см длиной, одетые, как и сами плодики, желтоватыми волосками 3—5 мм длиной.
Вид описан из Швейцарии.

## Распространение и экология
Центральная, Атлантическая и Северная Европа, Балканы, Малая Азия; Европейская часть России: Ладожско-Ильменский район.
Растёт в светлых сосновых лесах.
Прострел весенний — официальная цветочная эмблема шведской провинции Херьедален.

## Классификация

### Таксономия
Pulsatilla vernalis Mill., 1768, Gard. Dict. ed. 8 : n.º 3
Вид Прострел весенний относится к роду Прострел (Pulsatilla) семействa Лютиковые (Ranunculaceae) порядка Лютикоцветные (Лютикоцветные). Таксономическая схема в соответствии с Системой APG IV по состоянию на июнь 2024 года:
|  |                                      |  |                                   |                                   |                     |  | ещё 6 семейств | ещё 6 семейств |                       |  |  |  | еще 53 подтвержденных вида и 53 вида, ожидающих подтверждения |
|  |                                      |  |                                   |                                   |                     |  | ещё 6 семейств | ещё 6 семейств |                       |  |  |  | еще 53 подтвержденных вида и 53 вида, ожидающих подтверждения |
|  |                                      |  |                                   | порядок Лютикоцветные             |                     |  |                |                | род Прострел          |  |  |  |                                                               |
|  |                                      |  |                                   | порядок Лютикоцветные             |                     |  |                |                | род Прострел          |  |  |  |                                                               |
|  | отдел Цветковые, или Покрытосеменные |  |                                   |                                   | семейство Лютиковые |  |                |                | вид Прострел весенний |  |  |  |                                                               |
|  | отдел Цветковые, или Покрытосеменные |  |                                   |                                   | семейство Лютиковые |  |                |                |                       |  |  |  |                                                               |
|  |                                      |  | ещё 63 порядка цветковых растений | ещё 63 порядка цветковых растений |                     |  |                | ещё 53 рода    | ещё 53 рода           |  |  |  |                                                               |
|  |                                      |  |                                   | ещё 63 порядка цветковых растений |                     |  |                |                | ещё 53 рода           |  |  |  |                                                               |

### Синонимы
- Anemone alborosea Gilib.
- Anemone propinqua G.Don
- Anemone sulphurea All.
- Anemone vernalis L.
- Anemone vernalis var. pyrenaica (Aichele & Schwegler) O.Bolòs & Vigo
- Pulsatilla propinqua Lasch
- Pulsatilla sulphurea Sweet